# Prunus hortulana
Prunus hortulana är en rosväxtart som beskrevs av Liberty Hyde Bailey. Prunus hortulana ingår i släktet prunusar, och familjen rosväxter.

## Underarter
Arten delas in i följande underarter:
- P. h. waylandii
- P. h. pubens

## Bildgalleri

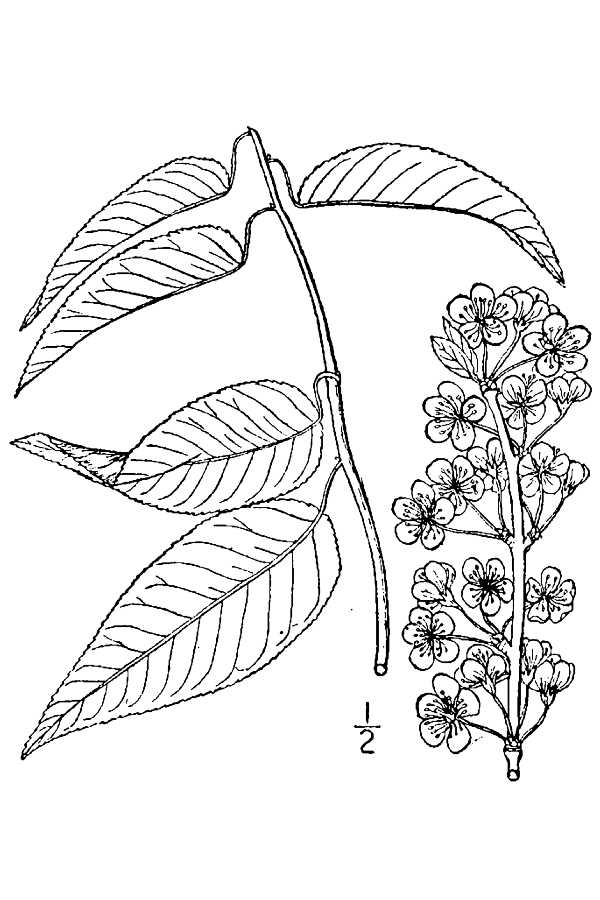